# Kalembina
Kalembina – wieś w Polsce położona w województwie podkarpackim, w powiecie strzyżowskim, w gminie Wiśniowa.
| SIMC    | Nazwa    | Rodzaj    |
| ------- | -------- | --------- |
| 0666963 | Dół      | część wsi |
| 0666970 | Góry     | część wsi |
| 0666986 | Stawiska | część wsi |
| 0666992 | Za Torem | część wsi |

Przez miejscowość przebiega droga wojewódzka nr 988 łącząca Babicę z Warzycami oraz linia kolejowa nr 106 Rzeszów - Jasło z przystankiem Kalembina.
W latach 1975–1998 miejscowość administracyjnie należała do województwa rzeszowskiego.
We wsi działają następujące organizacje społeczne:
- Kółko Rolnicze (od 1885)
- Ochotnicza Straż Pożarna (od 1894[7])
- Koło Gospodyń Wiejskich (od 1931)
- Koło Związku Młodzieży Wiejskiej (od 1921)

## Linki zewnętrzne

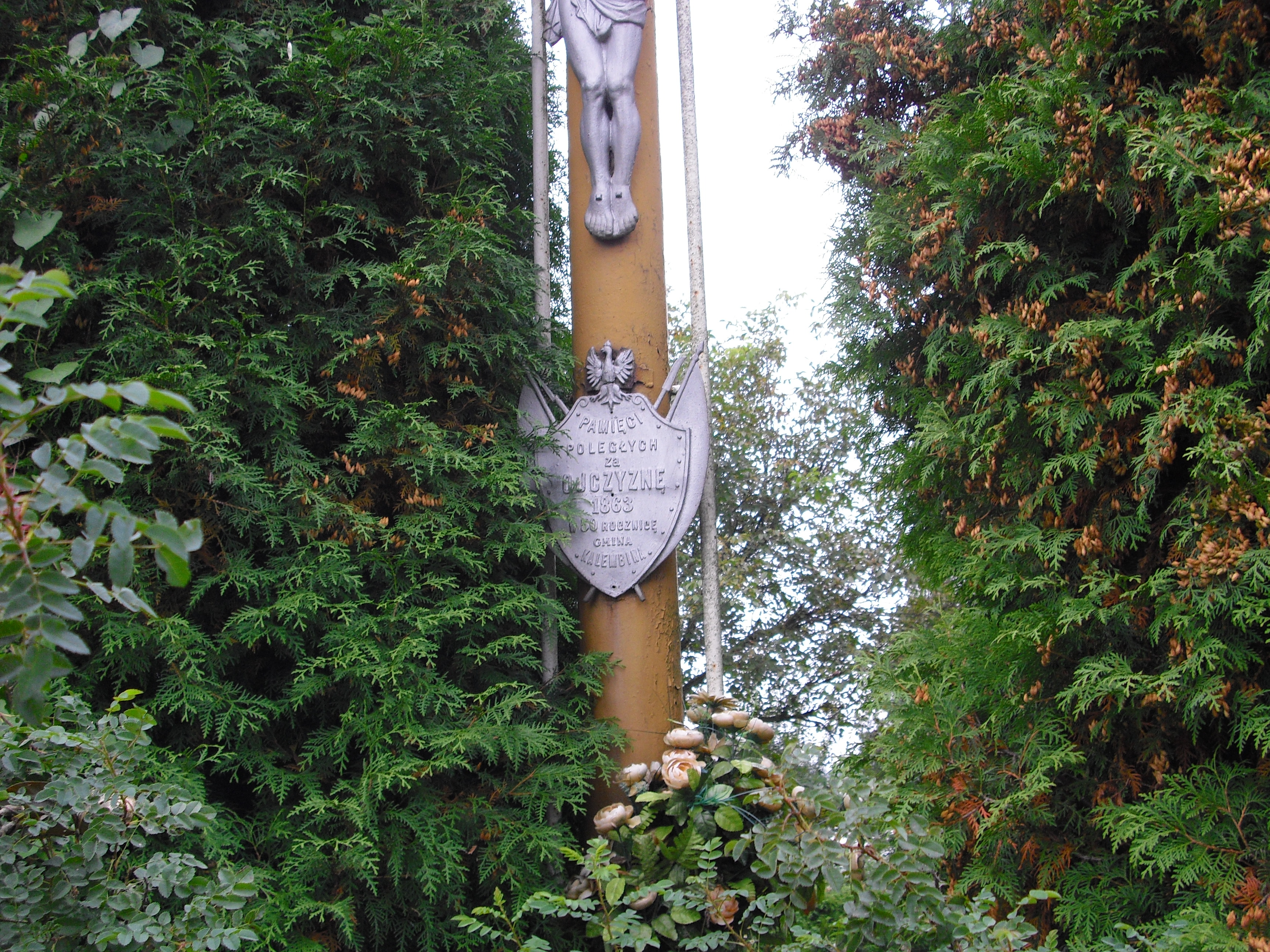
W 1913 istniała gmina Kalembina o czym świadczy napis na tabliczce pod krzyżem